# Nezávislá sociálně demokratická strana Německa
Nezávislá sociálně demokratická strana Německa (německy Unabhängige Sozialdemokratische Partei Deutschlands, USPD) byla levicově orientovaná politická strana v Německé říši a ve Výmarské republice. Strana vznikla v roce 1917 odloučením části reformních členů od Sociálně demokratické strany Německa a v počátcích její existence byli jejími členy také příznivci radikálního levicového hnutí Spartakovců. Největších úspěchů dosáhla v roce 1920, kdy se stala po spolkových volbách druhou nejsilnější stranou v Říšském sněmu se ziskem 17,9 % hlasů. Na konci téhož roku se však velká část členů strany spojila s Komunistickou stranou Německa a význam USPD klesal. Strana zcela zanikla v roce 1931, když se spojila s nově vzniklou Socialistickou dělnickou stranou Německa. Levicově ideologicky orientovaná USPD se snažila vytyčit střed mezi marxistickým revizionismem na straně jedné a bolševismem na straně druhé.

## Historie

### Vznik strany

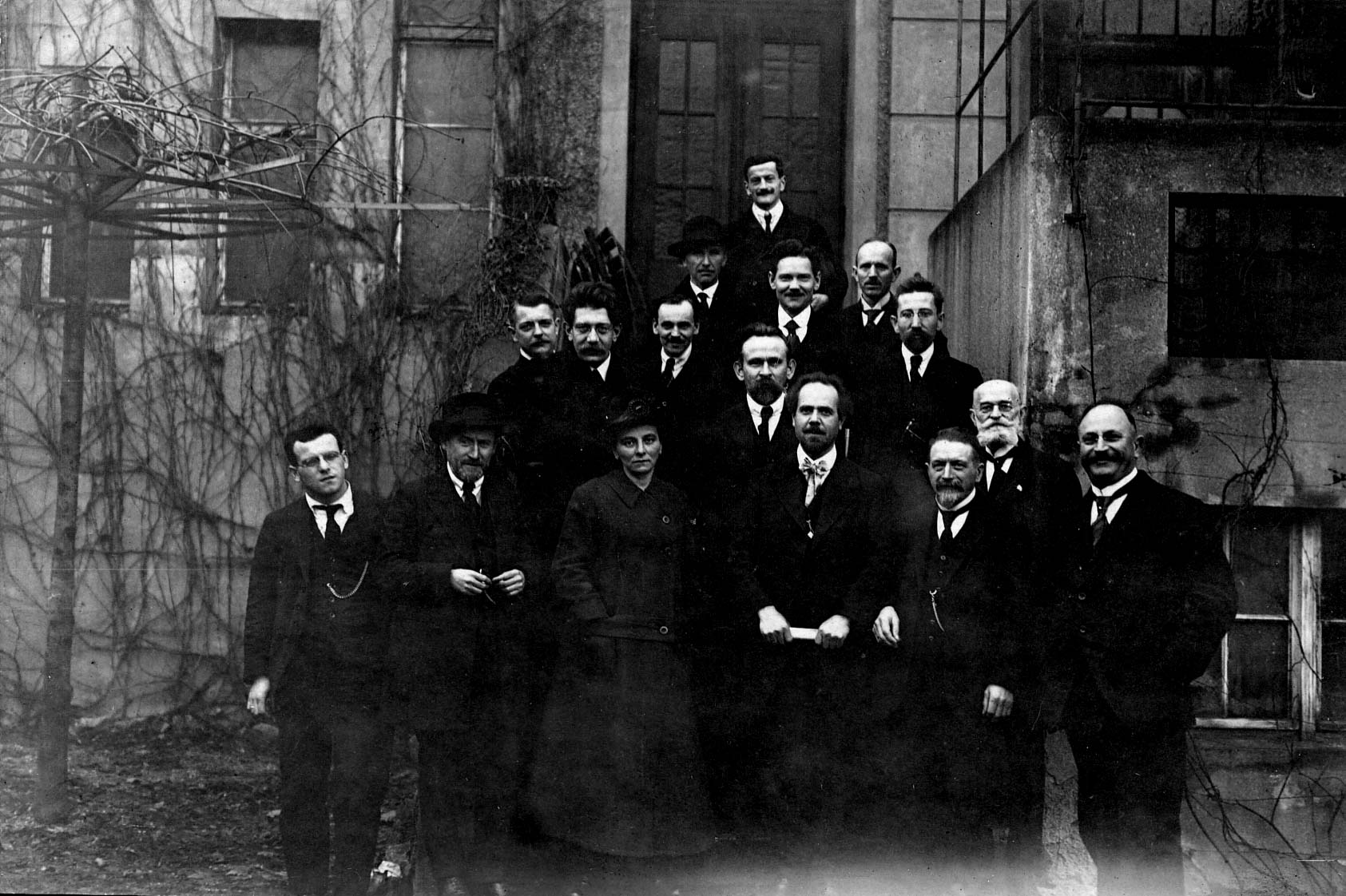
Vrcholní představitelé strany na kongresu v Lipsku v prosinci 1919

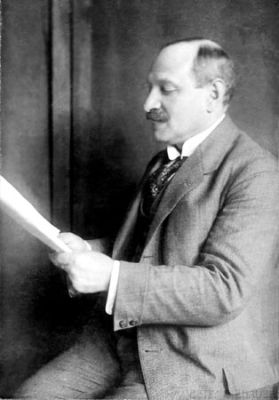
První předseda strany Hugo Haase

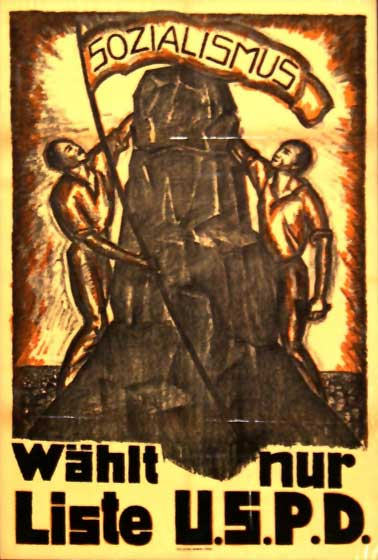
Volební plakát USPD v roce 1919

V prosinci 1915 vznikl v Sociálně demokratické straně Německa (SPD) rozpor, který pouze zdůraznil již dříve existující napětí mezi vedením strany a reformním křídlem strany. 21. prosince 1915 hlasovali někteří členové SPD v Říšském sněmu, německém parlamentu, proti dalšímu financování první světové války. To vedlo 26. března 1916 k oddělení skupiny politiků soustředěných kolem levicového pacifisty Huga Haase od Sociálně demokratické strany Německa.
Aby mohli členové reformního křídla SPD dále pokračovat v práci parlamentu, zformovali nové politické uskupení s názvem Sozialdemokratische Arbeitsgemeinschaft (Sociálně demokratické dělnické uskupení, SAG), které ještě nemělo charakter politické strany. Vedení SPD v čele s Friedrichem Ebertem se obávalo, že reformní uskupení SAG má za cíl rozdělit německou sociální demokracii, a členové uskupení SAG tak byli ze strany 18. ledna 1917 vyloučeni. O tři měsíce později, 6. dubna 1917, došlo v durynském městě Gotha k založení Nezávislé sociálně demokratické strany Německa (USPD), která se zformovala z vyloučených členů SPD a také z příznivců hnutí radikálních Spartakovců, kteří si ale v rámci strany uchovali do určité míry nezávislost. Prvním předsedou strany se stal Hugo Haase. Vzhledem k tomu, že v Německu tak existovaly dvě sociálně demokratické strany, získala původní Sociálně demokratická strana Německa neoficiální označení Majoritní sociálně demokratická strana Německa (Mehrheits-SPD, MSPD).
V lednu 1918 došlo v Německém císařství k rozsáhlé stávce občanů (Januarstreik), kteří požadovali konec války, lepší životní a pracovní podmínky a demokratizaci říšské ústavy. Stávka byla organizována především revolucionáři USPD a vliv strany tak rostl. Počet členů Nezávislé sociálně demokratické strany Německa v krátké době vzrostl až na 120 tisíc osob. Vyhrocená situace v Německé říši a blížící se konec první světové války v listopadu 1918 vedl k pádu monarchie v německých zemích, k útěku císaře Viléma II. Pruského do nizozemského exilu a k politickému převratu, jenž znamenal definitivní konec Německého císařství. 9. listopadu 1918, kdy bylo Německo stále formálně ve válečném stavu, došlo ke společnému jednání představitelů SPD a USPD, kteří se dohodli na dočasné správní vládě, která byla označována jako Rada lidových představitelů (Rat der Volksbeauftragten). Rada lidových představitelů se skládala z šesti členů, přičemž tři členové (Friedrich Ebert, Philipp Scheidemann a Otto Landsberg) byli zástupci Sociálně demokratické strany Německa a tři členové (Hugo Haase, Wilhelm Dittmann a Emil Barth) byli zástupci Nezávislé sociálně demokratické strany Německa.
Tato přechodná vláda však neměla dlouhého trvání a skončila již v prosinci 1918 poté, co ji opustili představitelé USPD, kteří tak reagovali na akce SPD během vojenských pogromů v Berlíně 23. listopadu 1918. Ve stejné době se však od USPD oddělili také čelní představitelé hnutí Spartakovců v čele s Rosou Luxemburgovou a Karlem Liebknechtem, kteří vytvořili Komunistickou stranu Německa (Kommunistische Partei Deutschlands, KPD).

### Politický rozmach
Během spolkových voleb v Německu, které proběhly 19. ledna 1919 a v nichž se nejsilnější politickou stranou stala se ziskem 37,9 % odevzdaných hlasů SPD, obdržela USPD jen 7,6 % platných hlasů. Silná stranická podpora pro zavedení systému republiky rad namísto parlamentní demokracie však přilákala mnoho bývalých příznivců SPD a na jaře 1920 tak měla USPD více než 750 tisíc členů. Po spolkových parlamentních volbách v roce 1920 se stala Nezávislá sociálně demokratická strana Německa se ziskem 17,9 % hlasů druhou nejsilnější politickou stranou v Říšském sněmu hned za SPD, která získala 21,7 % hlasů.

### Otázka vstupu do Komunistické internacionály
V roce 1920 se čtyři členové strany, Ernst Däumig, Arthur Crispien, Walter Stoecker a Wilhelm Dittmann, zúčastnili druhého kongresu Komunistické internacionály s cílem projednat, zda se stane Nezávislá sociálně demokratická strana Německa členem Komunistické internacionály či nikoliv. Zatímco Däumig a Stoecker souhlasili s dvaceti jedna podmínkami pro přijetí do Kominterny, Crispien a Dittmann vyslovili nesouhlas. Te vedlo ke kontroverzní debatě uvnitř strany, zda do Kominterny vstoupit. Mnozí členové strany se domnívali, že některé z podmínek pro vstup povedou ke ztrátě nezávislosti USPD a vnímali takový krok jako možný budoucí „diktát Moskvy“. Někteří jiní členové strany, například Ernst Thälmann, byli přesvědčeni, že vstup do Kominterny umožní straně realizovat socialistické ideály.
V říjnu 1920 byl na sjezdu strany v Halle, jehož se účastnily některé mezinárodní osobnosti jako Julij Osipovič Martov, Jean Longuet nebo Grigorij Zinovjev, vstup do Kominterny schválen v poměru hlasů 237 pro a 156 proti. Obě skupiny straníků, které se v hlasování rozešly, se pak vnímaly jako jediná právoplatná reprezentace USPD, což vedlo k rozporu ve straně. 4. prosince 1920 se levicově smýšlející část strany s přibližně 400 tisíci členy oddělila od USPD a spojila se s Komunistickou stranou Německa, což vedlo ke vzniku nové Spojené komunistické strany Německa (Vereinigte Kommunistische Partei Deutschlands, VKPD). Zbytek členů USPD, který čítal na 340 tisíc členů a zahrnoval asi tři čtvrtiny poslanců Říšského sněmu, pak pokračoval v činnosti pod názvem USPD. Strana byla poté vedena Georgem Ladebourem a Arthurem Crispienem, kteří obhajovali parlamentní demokracii. V roce 1921 stála USPD u zrodu Mezinárodního pracovního společenství socialistických stran.

### Rozpad a zánik strany
S postupem času se začaly politické rozdíly mezi SPD a USPD zmenšovat. Po atentátu na Walthera Rathenaua 24. června 1922 se v Říšském sněmu 14. července 1922 sešla společná pracovní skupina zástupců SPD a USPD. O dva měsíce později, 24. září 1922, se obě strany v Norimberku oficiálně spojily do jedné politické strany s názvem Spojená sociálně demokratická strana Německa (Vereinigte Sozialdemokratische Partei Deutschlands, VSPD). Roku 1924 byl přijat původní název strany Sociálně demokratická strana Německa (SPD).
Georg Ledebour a Theodor Liebknecht pokračovali i nadále jako vůdci oficiální strany USPD a odmítali spolupracovat s SPD, avšak strana již žádného významu v budoucnu nedosáhla a roku 1931 se definitivně spojila s nově vzniklou Socialistickou dělnickou stranou Německa (Sozialistische Arbeiterpartei Deutschland, SAPD). Ve spolkových volbách v roce 1928, krátce před zánikem strany, získala USPD celkem 20 275 hlasů, ale s tímto výsledkem neobsadila v Říšském sněmu žádné místo.

## Členové
Výběr některých členek a členů Nezávislé sociálně demokratické strany Německa:
- Eduard Bernstein
- Bertolt Brecht
- Kurt Eisner
- Karl Kautsky
- Karl Korsch
- Karl Liebknecht
- Rosa Luxemburgová
- Ernst Niekisch
- Ernst Thälmann
- Kurt Tucholsky
- Klára Zetkinová